# Castello dei Medici
 (mai 2025).
Motif : Où sont les sources secondaires espacées dans le temps attestant de la notoriété de cette attraction au regard des critères généraux ou spécifiques?
- Archive Wikiwix
- Bing
- Cairn
- DuckDuckGo
- E. Universalis
- Gallica
- Google
- G. Books
- G. News
- G. Scholar
- Persée
- Qwant
- (zh) Baidu
- (ru) Yandex
- (wd) trouver des œuvres sur Wikidata

| 1. | Préciser le motif de la pose du bandeau. | Précisez le motif de la pose du bandeau en utilisant la syntaxe suivante : {{admissibilité à vérifier\|date=juillet 2025\|motif=remplacez ce texte par le motif}}                        |
| 2. | Informer les utilisateurs concernés.     | Pensez à avertir le créateur de l'article, par exemple, en insérant le code ci-dessous sur sa page de discussion : {{subst:avertissement admissibilité à vérifier\|Castello dei Medici}} |

Castello dei Medici ("Château des Medici" en français) est une attraction de type parcours scénique située dans le quartier italien du parc à thèmes allemand Europa-Park.

## Histoire

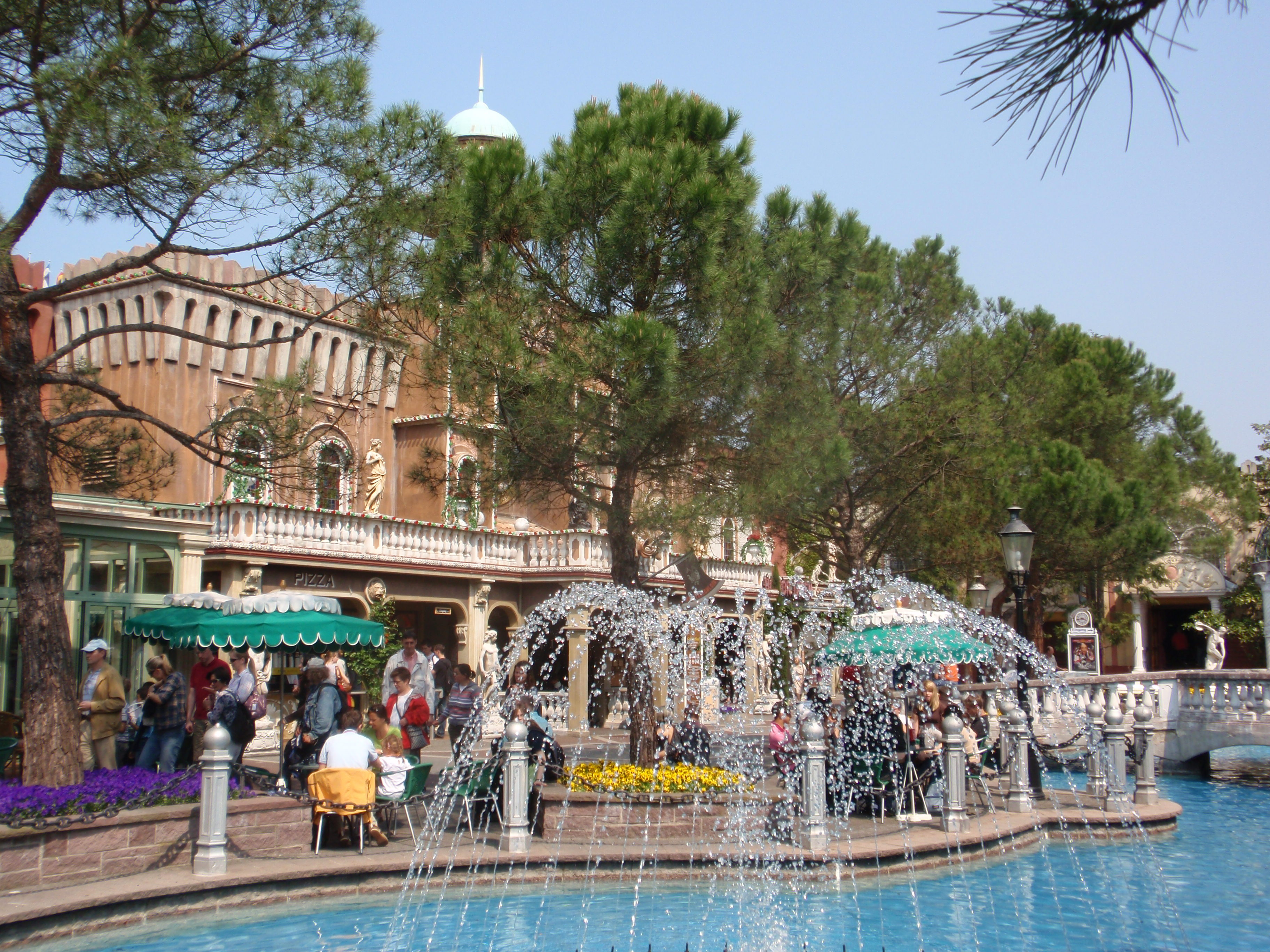
Quartier italien d'Europa-Park

L'attraction a été inaugurée en 1982 sous le nom Spukschloss (« Château hanté »), en même temps que le quartier italien qui l'entoure. L'attraction a été remaniée de manière importante en 1996, 2005 et 2024.
À l'origine, l'attraction proposait un voyage effrayant à l'époque de la Renaissance italienne. De nombreux éléments de la culture italienne étaient utilisés comme les portraits de la "stretching-room", inspirés de peintures de Titien. Plusieurs personnages étaient habillés en costumes d'époque et quelques références au carnaval de Venise ou à la Commedia dell'arte pouvaient être aperçus
D'importants changements sur l'attraction furent opérés en 1996.
Si les principales scènes n'ont changé que dans la forme, l'ajout perpétuel de mannequins, d'accessoires ou l'intégration de nouvelles technologies ont fait perdre de la cohérence à l'ensemble. Ainsi, le "Baron Williams", provenant d'une ancienne attraction du parc, y a été déplacé en 2007, de même pour le pirate décapité de l'attraction saisonnière Tortuga. L'ajout d'écrans dans les murs de la file d'attente et des bustes chantant dans le cimetière en sont d'autres exemples. La file d'attente comporte la "stretching-room" où une voix lugubre souhaite la bienvenue aux visiteurs en leur disant qu'ils resteront ici pour toujours ("Und für immer bei uns bleiben") et un pendu vient les effrayer juste avant que les lumières s'éteignent. Commence alors le circuit de l'horreur.
En 2017, quatre saynètes ont été refaites.
L'attraction ferme en janvier 2024 pour rénovation importante et rouvre le 25 juillet 2024 sous le nom Castello dei Medici.
Dans cette version remaniée et à nouveau axée sur le quartier italien et la famille de Medici, les visiteurs entrent dans le château de Lorenzo de Medici qui les invite à séjourner ici. L'attraction raconte l’histoire de l’ascension de Lorenzo, qui est brutalement interrompue par la trahison de la famille Pazzi. Lorenzo souhaite se venger et la légende présentée ici raconte qu'il aurait trouvé une mystérieuse tablette de pierre qui lui accorderait l'immortalité s'il exécutait les instructions qu'elle contient.

## Chiffres
- Longueur : 192 mètres
- Durée du tour : environ 4 minutes
- Nombre de véhicules : 70
- Capacité par véhicules : 2 personnes
- Capacité horaire : 2 500 personnes/heure

## Ressemblances avecHaunted Mansion

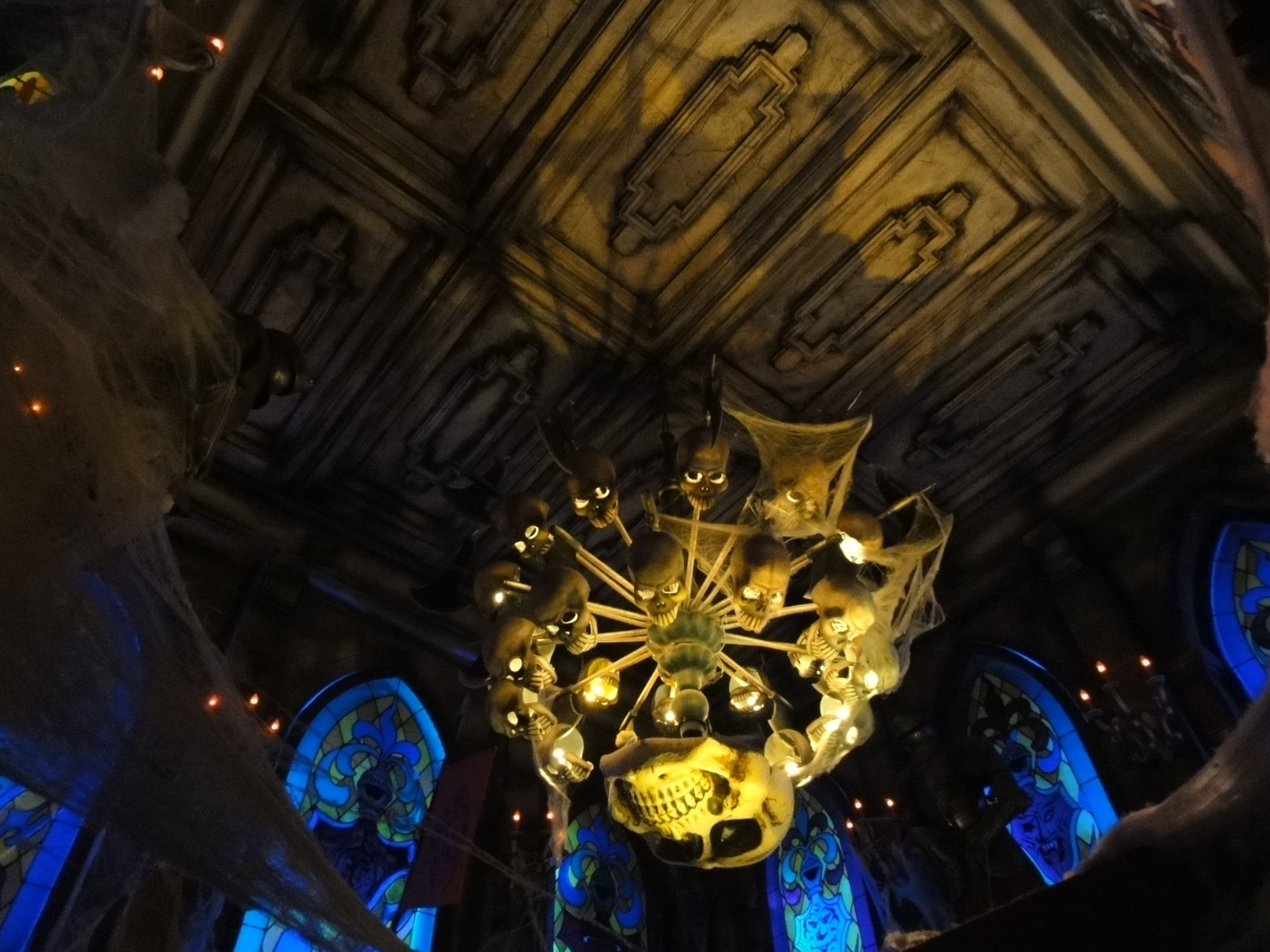
Plafond de la première salle de la file d'attente.

L'attraction est connue pour avoir de nombreux points communs et ressemblance avec l'attraction Haunted Mansion créée en 1969, à Disneyland. En 1992, une variante sera créée pour le parc français Disneyland Paris sous le nom Phantom Manor.
Un des premiers éléments visibles clairement inspiré de l'attraction Disney est la "stretching-room" au cours de la file d'attente. Cette pièce qui s'allonge reprend plusieurs éléments scénographiques et visuels d'Haunted Mansion.
Le système de transport est inspiré des omnimovers développés et brevetés par Disney pour ses attractions. La version utilisée à Europa-Park a été fournie par le constructeur Mack Rides.
Dans la version originale de l'attraction, mais qui n'est plus visible de nos jours, dans une scène se trouvait trois auto-stoppeurs fantomatiques habillés en gardes suisses. Ils faisaient référence aux trois auto-stoppeurs fantôme d'Haunted Mansion qui eux n'ont jamais été utilisés à Phantom Manor. 
La scène du cimetière est composée de bustes chantants qui utilisent la vidéo projection pour donner l'effet de mouvement.